# まるわかり!?メガミックス
『まるわかり!?メガミックス』とはGReeeeNのアルバムシリーズ。
ユニバーサルミュージックジャパンより発売された。

## 収録曲

### 第1弾 まるわかり!?メガミックス
発売日:2013年5月15日
- 「これまでGReeeeNまるわかり!?ミックス」

1. 愛唄
2. 歩み
3. 道
4. 扉
5. BEFREE
6. HIGH G.K LOW ～ハジケロ～
7. UNITY
8. 恋文 ～ラブレター～
9. 人
10. 刹那
11. weeeek
12. オレンジ
13. キセキ

- 「これからGReeeeNまるわかり!?ミックス」
  1. HEROES
  2. 雪の音
  3. 桜Color
  4. BEST FRIEND
  5. 陽の光
  6. あいうえおんがく♬
  7. イカロス

### 第2弾 まるわかり!?メガミックス2 まじかるミステリー!! トゥアァァァ・・・ DJ KAYA
発売日:2014年6月25日
- 「これまでトゥアァァァ・・・」
  1. オレンジ
  2. 花唄
  3. あいうえおんがく♬
  4. Green Boys
  5. 歩み
  6. キセキ
  7. ミセナイナミダハ、きっといつか
  8. HEROES
  9. 子犬
  10. 旅立ち
  11. pride
  12. 遥か
  13. every
- 「これからトゥアァァァ・・・」
  1. ガム噛む wonder come
  2. 愛し君へ
  3. 卒業の唄 ～アリガトウは何度も言わせて～
  4. 愛すべき明日、一瞬と一生を
  5. 忍
  6. 僕らの物語

### 第3弾 まるわかり!?メガミックス3～5ReeeeN～
発売日:2016年8月20日
- 「これまで～5ReeeeN～まるわかり！？スポーツミックス」
  1. キセキ
  2. SUN SHINE！！！
  3. 光
  4. ソラシド
  5. Green Boys
  6. 道
  7. ミセナイナミダハ、きっといつか
  8. 僕らの物語
  9. pride
- 「これから～GReeeeN～まるわかり！？『緑』先聴きミックス」
  1. 夢
  2. SAKAMOTO
  3. 遠くの空 指さすんだ
  4. ビリーヴ
  5. 始まりの唄
  6. beautiful days